# Microcotyloides impudicus
Microcotyloides impudicus är en plattmaskart. Microcotyloides impudicus ingår i släktet Microcotyloides och familjen Microcotylidae. Inga underarter finns listade i Catalogue of Life.